# Sud dels Estats Units
El Sud dels Estats Units, també conegut com el Sud americà, o simplement el Sud, és una regió dels Estats Units d'Amèrica. Està situat entre l'oceà Atlàntic i l'Oest dels Estats Units, amb l'Oest Mitjà i el Nord-est dels Estats Units al seu nord i el golf de Mèxic i Mèxic al seu sud.
El Sud no coincideix totalment amb el sud geogràfic dels Estats Units, però se sol definir que inclou els estats que van lluitar pels Estats confederats d'Amèrica a la Guerra Civil dels Estats Units. El Sud està completament situat a la cantonada sud-est. Arizona i Nou Mèxic, que es troben geogràficament a la part sud del país, rarament se'n consideren part, mentre que Virgínia de l'Oest, que es va separar de Virgínia el 1863, s'inclou. Alguns estudiosos han proposat definicions del Sud que no coincideixin perfectament amb les fronteres estatals. Mentre que els estats de Delaware i Maryland, així com el districte de Columbia, permetien l'esclavitud abans i durant la Guerra Civil, van romandre amb la Unió.
Normalment, el sud es defineix com el que inclou el sud-est i el sud-central dels Estats Units. La regió és coneguda per la seva cultura i història, desenvolupant els seus propis costums, estils musicals i cuines, que l'han distingit d'alguna manera de la resta dels Estats Units. El patrimoni ètnic meridional és divers i inclou components europeus forts (majoritàriament anglesos, italians, escocesos, escocesos-irlandesos, irlandesos, alemanys, francesos, portuguesos i espanyols), africans, asiàtics i alguns components nadius americans.